# دارين أولدرويد
دارين أولدرويد (بالإنجليزية: Darren Oldroyd)‏ هو لاعب كرة قدم بريطاني في مركز ظهير ‏، ولد في 1 نوفمبر 1966 في Ormskirk ‏ في المملكة المتحدة. لعب مع نادي إيفرتون ونادي بارو ونادي ساوثبورت ووولفرهامبتون واندررز.